# كلوستريديوم قبو الطين
كلوستريديوم لوتيسيلاري أو كلوستريديوم قبو الطين هي بكتيريا موجبة غرام لاهوائية على نحو تام من جنس كلوستريديوم عزلت من الطين في سيشوان في الصين.